# 영화 목록/ㅎ
| #  | ㄱ  | ㄴ | ㄷ | ㄹ | ㅁ | ㅂ |
| ㅅ | ㅇ  | ㅈ | ㅊ | ㅋ | ㅌ | ㅍ |
| ㅎ | A~Z |    |    |    |    |    |

다음은 'ㅎ'자로 시작하는 영화 목록이다.

## 하-햬
- 하늘을 걷는 남자 (2015년)
- 하모니 (2010년)
- 하얼빈 (2024년)
- 하오의 연정 (1957년)
- 하울링 (1984년)
- 하울링 (2011년)
- 하울의 움직이는 성 (2004년)
- 하하하 (2010년)
- 한낮의 유성 (2017년)
- 한반도 (2006년)
- 할로우 맨 (2000년)
- 할로우 맨 2 (2006년)
- 해리 포터와 마법사의 돌 (2001년)
- 해리 포터와 비밀의 방 (2002년)
- 해리 포터와 아즈카반의 죄수 (2004년)
- 해리 포터와 불의 잔 (2005년)
- 해리 포터와 불사조 기사단 (2007년)
- 해리 포터와 혼혈 왕자 (2009년)
- 해리 포터와 죽음의 성물 1부 (2010년)
- 해리 포터와 죽음의 성물 2부 (2011년)
- 해무 (2014년)
- 해수의 아이 (2020년)
- 해어화 (2016년)
- 해운대 (2009년)
- 해치지않아 (2019년)
- 핵소 고지 (2016년)
- 행복은 성적순이 아니잖아요 (1989년)
- 행오버 (2009년)
- 향수: 어느 살인자의 이야기 (2006년)

## 허-혜
- 허삼관 (2015년)
- 허트 로커 (2008년)
- 헌트 (2013년)
- 헌트 (2020년)
- 헌트 (2022년)
- 헤일, 시저! (2016년)
- 헬프 (2011년)

## 호-효
- 혹성탈출 (1968년)
- 혹성탈출: 노예들의 반란 (1972년)
- 혹성탈출: 반격의 서막 (2014년)
- 혹성탈출: 제3의 인류 (1971년)
- 혹성탈출: 종의 전쟁 (2017년)
- 혹성탈출: 지하도시의 음모 (1970년)
- 혹성탈출: 진화의 시작 (2011년)
- 혹성탈출: 최후의 생존자 (1973)
- 홀리 모터스 (2012년)
- 화산고래 (2014년)
- 화엄경 (1995년)
- 황금광시대 (1925년)
- 황금나침반 (2007년)
- 황산벌 (2003년)
- 황야의 무법자 (1964년)
- 황제를 위하여 (2014년)
- 황해 (2010년)
- 효자동 이발사 (2004년)

## 후-휴
- 휴고 (2011년)

## 흐-히
- 흥부: 글로 세상을 바꾼 자 (2018년)
- 히든 피겨스 (2016)
- 히말라야 (2015년)